# Centranthera siamensis
Centranthera siamensis là loài thực vật có hoa thuộc họ Cỏ chổi. Loài này được T.Yamaz. mô tả khoa học đầu tiên năm 1983.